# Peter Ebenfelt
Peter Ebenfelt, född 26 januari 1965, är en svensk taekwondoutövare. 

## Karriär
Vid EM 1984 i Stuttgart tog Ebenfelt brons i 68 kg-klassen.